# Самсонов, Владимир Парфеньевич
Владимир Парфеньевич Самсонов (1922—1989) — советский учёный, кандидат физико-математических наук.

## Биография
Родился 3 января 1922 года в селе Александровском Нюрбинского улуса Якутской области в семье известных в Якутии учителей Самсоновых — Парфения Никитича (Заслуженный учитель школы РСФСР) и Надежды Евменьевны (Заслуженный учитель школы Якутской АССР). Его братья: Александр и Николай.
Показывая хорошую успеваемость в школе, стал комсомольцем. После окончания школы был призван на службу в Красную армию, а в сентября 1942 года воевал на фронтах Великой Отечественной войны. Окончив курсы младших командиров артиллерии, был направлен на Волховский фронт. Был несколько раз ранен и каждый раз возвращался из госпиталей в действующую армию.
После окончания войны вернулся на родину и окончил Якутский педагогический институт (ныне Северо-Восточный федеральный университет имени М. К. Аммосова). По окончании вуза поступил на работу в Якутский филиал Сибирского отделения Академии наук СССР (ЯФ СО АН СССР) — сначала старшим лаборантом, затем младшим научным сотрудником. С 1968 по апрель 1977 года являлся ученым секретарем, а с 1977 года до конца жизни — заместителем директора Якутского института космофизических исследований и аэрономии (ИКФИА), где проработал всю жизнь. В. П. Самсонов стоял у истоков космофизических исследований в Якутии, был в числе организаторов Всесоюзной сети станций для изучения полярных сияний.
В 1971 году в Москве защитил кандидатскую диссертацию на тему «Тонкая структура пространственно-временного распределения полярных сияний». Владимир Самсонов — автор ряда научных изобретений, одно из которых было отмечено бронзовой медалью Выставки достижений народного хозяйства СССР. Он являлся членом научного совета по космофизике и радиофизике при Президиуме СО АН СССР, рабочей группы полярных сияний и свечения ночного неба и секции ионосферы Междуведомственного Геофизического комитета при Президиума АН СССР, членом рабочей группы по зонам вторжения Международной ассоциации геомагнетизма и аэрономии. Под его руководством защищены несколько кандидатских диссертаций.
Наряду с научной, занимался общественной деятельностью — избирался секретарем и председателем партбюро института, был заместителем секретаря парткома и профкома ЯФ СО АН СССР, членом якутского республиканского Комитета защиты мира. Также был внештатным лектором Якутского обкома КПСС и общества «Знание».
Умер 26 августа 1989 года в Якутске.

## Заслуги
- Награждён орденами Красной Звезды и Отечественной войны 1-й степени, а также многими медалями, среди которых «За оборону Ленинграда» и «За победу над Германией в Великой Отечественной войне 1941—1945 гг.».
- Награждён бронзовой медаль ВДНХ СССР.